# Фокс, Тоби
Тоби Фокс (англ. Toby Fox; род. 11 октября 1991), полное имя Роберт Ф. Фокс (англ. Robert F. Fox), также известный как FwugRadiation, — американский разработчик и композитор видеоигр. Наиболее известен как создатель игр Undertale и Deltarune. Помимо этого, он писал музыку для веб-комикса Homestuck, а также для видеоигр Hiveswap, Omori, Escaped Chasm, Little Town Hero, Pokémon Sword и Shield, Pokémon Scarlet и Violet и Super Smash Bros. Ultimate.

## Биография
Тоби Фокс родился 11 октября 1991 года в городе Манчестер, штат Нью-Гэмпшир. В данный момент проживает в Бостоне, штат Массачусетс. Тоби Фокс начал сочинять разнообразную музыку для веб-комикса Эндрю Хасси «Homestuck» в 2009 году, когда он учился в старшей школе. Хотя он изначально не реагировал на проект Хасси «Music Contribution Team» в апреле 2009 года и его новостной пост с просьбой принять участие. Хасси обратил внимание на свою работу, когда Фокс начал загружать фортепианные каверы на музыку веб-комикса из форума MS Paint Adventures. Фокс написал музыку для видеоигры Hiveswap 2017 года, короткой повествовательной игры художника Undertale Темми Чанг Escaped Chasm и ролевой игры Little Town Hero от Game Freak 2019 года, последняя из которых была аранжирована композитором Pokémon Хитоми Сато. Он также написал трек для Pokémon Sword и Shield, и вокальную песню для альбома PRAY Итоки Ханы. 9 августа 2025 года был анонсирован пилотный проект мультфильма по веб-комиксу «Homestuck», где было объявлено, что Тоби Фокс будет композитором проекта, а также озвучит одного из главных героев, Джона Эгберта.

### Undertale
Тоби Фокс получил широкое признание благодаря игре Undertale, выпущенной в 2015 году. Игра была продана тиражом более 1 миллиона копий, став «прорывом» и «феноменом поп-культуры». Фокс работал над всей игрой независимо, не считая художественных материалов, с которыми он попросил Темми (Туёки) Чанг помочь, чтобы не полагаться на других.. У него был некоторый опыт разработки игр и до Undertale, в частности, использование RPG Maker 2000 со своими тремя братьями для создания ролевых игр и хаков ромов EarthBound в средней школе, наиболее заметным из которых был Earthbound: The Halloween Hack. Он придумал дизайн персонажей и идеи для Undertale, когда учился в колледже, где он нарисовал их в своей записной книжке.
После его выпуска Undertale собрал обширную базу поклонников. Фокс сказал, что не возражает, если люди заявляют, что им не нравится игра, говоря, что она «не для всех». Несмотря на награды Undertale и всеобщее признание, Фокс написал, что, по его личному мнению, игра по-прежнему является «нишевой» и выше оценки 8 из 10 на рецензиях не заслуживает.
В 2016 году Фокс выпустил несколько неиспользованных музыкальных треков из Undertale. Он также стал автором журнала «A Profound Waste of Time». Затем Фокс был выбран для включения в список игр Forbes 30 до 30 лет по версии журнала Games 2018 за его роль в создании Undertale.
Успех Undertale, особенно в Японии, предоставил Фоксу возможность навестить создателя Super Smash Bros, Масахиро Сакураи в его доме, где они обсудили серию и сыграли в Super Smash Bros. Ultimate друг против друга. Санс, персонаж из Undertale, позже был включён в Super Smash Bros. Ultimate в качестве костюма Mii, доступного через загружаемый контент, вместе с его инструментальной композицией «MEGALOVANIA», для которой Фокс предоставил новую аранжировку.

### Deltarune
30 октября 2018 года, Фокс написал в Twitter с просьбой фанатов Undertale проверить официальный аккаунт игры в течение 24 часов. На следующий день, Тоби Фокс выпустил в открытый доступ первую главу игры Deltarune, бесплатно под видом «обзора». 1 ноября Фокс поделился более подробной информацией об игре, в том числе и о том, что остальные главы должны были быть выпущены одновременно, но работа ещё не началась и не было ориентировочных сроков для завершения. Также он заявил, что работал над проектом с 2012 года, и что идея создания Undertale возникла от игры Deltarune на стадии её производства. 12 июня 2019 года, когда в течение нескольких месяцев можно было пройти только первую главу игры, Тоби Фокс выразил в своём аккаунте в Твиттере, что он надеется завершить оставшуюся часть Deltarune, сказав: «Я пишу и рисую медленно». Он заявил, что написал «около 50 песен после главы 1».
16 сентября 2021 года, Фокс написал в Twitter о том, что вторая глава Deltarune выходит 17 сентября в 20:00 по американскому времени (в 18 сентября 3:00 по московскому времени). А также на сайтах Undertale и Deltarune был установлен обратный отсчёт до выхода второй главы.

## Личная жизнь
Фокс страдает хронической болью в запястьях и кистях рук, что регулярно мешает ему программировать и сочинять. Он подумывает о физиотерапии или хирургическом вмешательстве.

## Проекты
| Год          | Название                                                                                 | Роль                                                   |
| ------------ | ---------------------------------------------------------------------------------------- | ------------------------------------------------------ |
| 2006-2008    | Earthbound Hacks (Arn’s Winter Quest: Gway Edition, Halloween Hack: Bad Fur Day Edition) | Сценарист, композитор, директор, дизайнер, программист |
| 2009-2016    | Homestuck                                                                                | Композитор                                             |
| 2010         | The Baby is You                                                                          | Сценарист, композитор                                  |
| 2012         | I Miss You — EarthBound 2012                                                             | Композитор                                             |
| 2013         | Pause Ahead                                                                              | Приглашенный сценарист                                 |
| 2015         | Undertale                                                                                | Сценарист, композитор, разработчик, дизайнер, директор |
| 2015         | Potion Shop                                                                              | Композитор                                             |
| 2016         | Rose of Winter                                                                           | Композитор                                             |
| 2017-present | Hiveswap                                                                                 | Композитор                                             |
| 2018         | Deltarune: Chapter 1                                                                     | Сценарист, композитор, разработчик, дизайнер, директор |
| 2018         | Hiveswap Friendsim                                                                       | Приглашённый композитор                                |
| 2019         | Escaped Chasm                                                                            | Композитор                                             |
| 2019         | YIIK: A Postmodern RPG                                                                   | Приглашённый композитор                                |
| 2019         | Super Smash Bros. Ultimate                                                               | Приглашённый композитор                                |
| 2019         | Little Town Hero                                                                         | Композитор                                             |
| 2019         | Pokémon Sword и Shield                                                                   | Приглашённый композитор                                |
| 2019         | Pesterquest                                                                              | Приглашённый композитор                                |
| 2020         | Dweller's Empty Path                                                                     | Композитор                                             |
| 2020         | Omori                                                                                    | Приглашённый композитор                                |
| 2020         | Hobonichi Mother Project                                                                 | Иллюстратор                                            |
| 2020         | Chiptanaka/Hammerhead Shark Song                                                         | Аниматор, директор                                     |
| 2021         | Deltarune: Chapter 2                                                                     | Сценарист, композитор, разработчик, дизайнер, директор |
| 2022         | Pokémon Scarlet и Violet                                                                 | Приглашённый композитор                                |
| 2025         | Deltarune: Chapter 3                                                                     | Сценарист, композитор, разработчик, дизайнер, директор |
| 2025         | Deltarune: Chapter 4                                                                     | Сценарист, композитор, разработчик, дизайнер, директор |